# Trypanosoma channai
Trypanosoma channai – kinetoplastyd z rodziny świdrowców należący do królestwa protista. Pasożytuje w osoczu Channa punctata z rodziny drapieżnych ryb żmijogłowowatych.
Występuje na terenie Azji.